# Байер, Валентина Ивановна
Валентина Ивановна Байер (род. 1930 год, с. Семиозёрное, Аманкарагайский район, Кустанайский округ, Казакская АССР, РСФСР, СССР) — доярка совхоза «Зеленоборский» Щучинского района Кокчетавской области, Казахская ССР. Герой Социалистического Труда (1971).

## Биография
Родилась в 1930 году в крестьянской семье в селе Семиозёрное (ныне — Аулиекольский район Костанайской области Казахстана).
Трудовую деятельность начала в 1946 году. Работала строителем.
С 1949 по 1954 года трудилась на угольных шахтах Караганды.
С 1954 года — доярка совхоза «Зеленоборский» Щучинского района.
Досрочно выполнила задания Восьмой пятилетки (1966—1970) и свои личные социалистические обязательства. Указом Президиума Верховного Совета СССР «О присвоении звания Героя социалистического Труда передовикам сельского хозяйства Казахской ССР» от 8 апреля 1971 года за выдающиеся успехи, достигнутые в развитии сельскохозяйственного производства и выполнении пятилетнего плана продажи государству продуктов земледелия и животноводства удостоена звания Героя Социалистического Труда с вручением ордена Ленина и золотой медали «Серп и Молот».
С 1980 года - персональный пенсионер союзного значения. Проживала в Щучинском районе Кокчетавской области.